# Бер, Сергей Эрнестович
Барон Сергей Эрнестович Бер (1855—?) — русский военный деятель, генерал-лейтенант (1915). Герой Первой мировой войны.

## Биография
Из баронского рода. В службе с 1875 года.  В 1877 году после окончания Рижского пехотного юнкерского училища произведён в прапорщики и выпущен в Суздальский 62-й пехотный полк. С 1877 году участник Русско-турецкой войны. В 1878 году за храбрость в этой компании был награждён орденом Святой Анны 4-й степени. В 1879 году произведён в подпоручики, в 1885 году в поручики.
С 1886 года после окончания Николаевской академии Генерального штаба по I разряду произведён в штабс-капитаны и назначен помощником старшего адъютанта штаба Казанского военного округа. С 1887 года старший адъютант штаба 2-й пехотной дивизии. Старший адъютант штаба 9-й пехотной дивизии. С 1888 года капитан. С 1 октября 1888 по 1 августа 1889 года отбывал цензовое командование ротой в 33-м пехотном Елецком полку. С 1891 года обер-офицер, с 1892 года штаб-офицер для поручений при штабе 12-го армейского корпуса. С 1893 года подполковник, штаб-офицер для поручений при штабе, с 1896 года старший адъютант штаба Киевского военного округа. В 1897 году произведён в полковники. Цензовое командование батальоном отбывал в 132-м пехотном Бендерском полку с 1 мая по 1 сентября 1898 года.
С 1899 года  штаб-офицер при управлении 51-й  резервной пехотной бригады. С 1900 года начальник штаба 9-й кавалерийской дивизии  и начальник отделения Главного штаба Русской императорской армии. С 1902 года командир 166-го Ровненского пехотного полка. 

В 1906 году произведён в генерал-майоры и назначен генералом для поручений при командующем войсками Приамурского военного округа. С 12 июля 1912 года командир 1-й бригады 32-й пехотной дивизии. В 1915 году произведён в генерал-лейтенанты, участник Первой мировой войны. 9 марта 1915 года за храбрость был награждён Георгиевским оружием: 
За то, что в бою 13 августа 1914 года, будучи начальником авангарда, неустрашимо под артиллерийским и ружейным огнем, с полным хладнокровием отдавал приказания, выбил неприятеля из села Сквартова и атаковал его за полотном железной дороги; 18 августа атаковал укрепленную позицию у села Германов и отбросил австрийцев к городу Львову, чем освободил путь для 42 пехотной дивизии
С 21 января 1916 года начальник 125-й пехотной дивизии. С 11 августа 1916 года состоял в резерве чинов при штабе Одесского военного округа.

## Награды
- Орден Святой Анны 4-й степени «За храбрость» (1878)
- Орден Святого Станислава 3-й степени (1881)
- Орден Святой Анны 3-й степени (1888)
- Орден Святого Станислава 2-й степени (1894)
- Орден Святой Анны 2-й степени (1896)
- Орден Святого Владимира 4-й степени (1901)
- Орден Святого Владимира 3-й степени (1905; Мечи к ордену — ВП 03.10.1915)
- Орден Святого Станислава 1-й степени с мечами (1909; Мечи к ордену — ВП 06.12.1909)
- Орден Святой Анны 1-й степени с мечами (ВП 28.01.1915)
- Георгиевское оружие  (ВП 09.03.1915)
- Орден Святого Владимира 2-й степени с мечами (ВП 12.06.1915)